# Vlaai

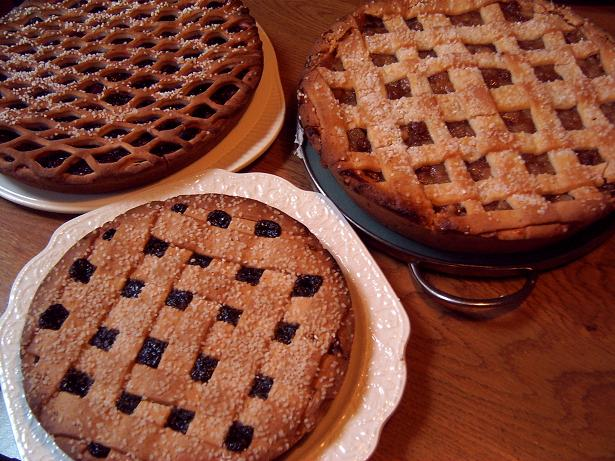
Một loại vlaai được gọi là laddervlaai, rastervlaai hoặc linzenvlaai.

Vlaai Limburg (tiếng Limburg: vlaai, vlaoj hoặc flaai. Số nhiều: vlaaien)  là một loại bánh pastry bao gồm bột và nhân, theo truyền thống, nó gắn liền với các tỉnh Limburg được tìm thấy ở cả Hà Lan và Bỉ, cùng với Đức thông qua đường biên giới.
Vlaai thường được ăn vào những dịp đặc biệt và cho các sự kiện quan trọng trong đời, đặc biệt là ở tỉnh Limburg của Hà Lan, ví dụ như dịp sinh nhật và tang lễ. Khi ăn vào dịp đám tang, vlaai thường được làm bằng mận đen (được gọi là: "Zwarte pruimenvlaai").

## Lịch sử
Có thể nói chắc chắn rằng có rất ít thông tin về lịch sử của vlaaien, ngoại trừ việc chúng không phải là một loại bánh ngọt thuần túy của người Limburg.
Một truyền thuyết khẳng định rằng vlaiien có từ trước thế kỷ 12. Theo một đề cập trong biên niên sử của tu viện của Sint-Truiden (bản sao còn tồn tại đến năm 1503), Công tước Henry van Leuven bao vây thành phố (ngày nay nằm ở Bỉ), vào năm 1189. "Những hoạn quan và những tên trộm trung thực và thận trọng của thị trấn" đã đề nghị anh "Placenta" (như nó được diễn đạt bằng tiếng Latinh thời trung cổ) được nướng theo công thức cũ của địa phương. Nó được cho là điều này đã thuyết phục Henry từ bỏ cuộc bao vây. "Placenta" đồng nghĩa với từ tiếng Hà Lan Trung cổ "vlade" nhưng truyền thuyết không được xác minh theo cách khác, cũng như không thể chắc chắn chính xác những món nướng nào có thể đã được cung cấp.
"Bản thảo Gent KANTL", một cuốn sách dạy nấu ăn của người Trung cổ Hà Lan từ thế kỷ 15, liệt kê một số loại nhân cho "vlade" giống như nhân trái cây hoặc sữa trứng, cũng như một công thức vỏ bánh nước nóng cho vlade. Chỉ riêng văn bản thì không rõ liệu các công thức nấu ăn vlade có được đặt trong một lớp vỏ hay không và một trong số chúng có đề cập cụ thể đến việc làm đầy một cái bát - vla trong tiếng Hà Lan hiện đại ám chỉ bánh flan hoặc bánh pudding. Tuy nhiên, nó cũng liệt kê các loại bánh nướng (tarten) với nhân táo hoặc anh đào được nướng đặc biệt trong bánh mì (broot), có nét giống vlaai hiện đại hơn.
Cho đến giữa thế kỷ 20, vlaai được coi là một mặt hàng xa xỉ ở Limburg và chỉ được ăn trong các lễ kỷ niệm. Ở nông thôn, chúng hầu như luôn được người dân tự nướng, thường là theo cách truyền thống là trong những tiệm bánh. Vlaaien sẽ được phục vụ vào khoảng 4 giờ chiều trong giờ giải lao uống cà phê, thường là hai hoặc ba phần khác nhau cho mỗi người. Do sự thịnh vượng kinh tế ngày càng tăng sau Chiến tranh thế giới thứ hai, mọi người bắt đầu ăn chúng thường xuyên hơn.
Vlaaien bắt đầu được biết đến rộng rãi hơn bên ngoài Limburg vào cuối thế kỷ 19 chủ yếu là do du lịch ngày càng tăng ở phía Nam Limburg thuộc Hà Lan. Nhiều khách du lịch đã mang vlaai về nhà từ những người thợ làm bánh địa phương. Năm 1986, cửa hàng vlaaien đầu tiên được mở tại Amsterdam. Việc bán vlaaien của một số chuỗi siêu thị cũng giúp phổ biến loại bánh ngọt này. Maria Hubertina Hendrix, còn được gọi là 'Antje van de Stasie', cũng giúp chúng phổ biến ra bên ngoài Limburg. Vào đầu thế kỷ 20, cô đã bán 'Weerter vlaaitjes' của mình tại nhà ga xe lửa ở Weert, và điều này đã khiến món bánh ngọt trở nên nổi tiếng bởi du khách từ khắp Hà Lan. Sau một thời gian, Weerter vlaaien cũng được bán ở Nijmegen. Cô đã có một bức tượng ở Weert từ năm 1988.

## Biến thể
Các biến thể tồn tại trên khắp Hà Lan, Bỉ và các khu vực ở bang Nordrhein-Westfalen của Đức gần biên giới với Hà Lan. Một chiếc bánh vlaai thường có đường kính 26–31 centimet. Nó có sẵn trong nhiều loại nhân trái cây khác nhau, chẳng hạn như anh đào, mơ, dâu tây và mận. Các biến thể khác là một hỗn hợp bơ vụn và đường ("greumellevlaai" trong tiếng Limburg, hoặc "kruimelvlaai" trong tiếng Hà Lan) và cháo sữa trứng ("rijstevlaai").

## Chỉ dẫn địa lý
Vào ngày 17 tháng 11 năm 2022, Hà Lan và Bỉ đã nộp đơn xin bảo hộ cho Vlaai Limburg như một đặc sản truyền thống và chỉ định địa phương của Liên Âu.